# Metaclisis vernalis
Metaclisis vernalis är en stekelart som beskrevs av Lubomir Masner 1981. Metaclisis vernalis ingår i släktet Metaclisis och familjen gallmyggesteklar. Inga underarter finns listade i Catalogue of Life.